# Yu Gyeong-hwa
Yu Gyeong-hwa (kor. 유 경화, ur. 22 grudnia 1953) – południowokoreańska siatkarka, medalistka igrzysk olimpijskich, mistrzostw świata, pucharu świata i igrzysk azjatyckich.

## Życiorys
Yu wystąpiła na igrzyskach olimpijskich 1972 organizowanych w Monachium. Zagrała we wszystkich meczach turnieju, w tym w przegranym meczu o trzecie miejsce z reprezentacją Korei Północnej. W czasie gry w reprezentacji Korei Południowej w 1974 zdobyła dwa medale – srebrny podczas igrzysk azjatyckich w Teheranie i brązowy na mistrzostwach świata w Meksyku. Uczestniczyła także w kolejnych igrzyskach, w Montrealu. Wystąpiła we wszystkich trzech meczach fazy grupowej, meczu półfinałowym oraz wygranym pojedynku o brązowy medal z Węgierkami. Była w składzie reprezentacji Korei Południowej, która zdobyła brązowe medale w Pucharze Świata 1977 w Japonii i podczas igrzysk azjatyckich 1978 w Bangkoku.